# الطيبسان زغار (النعاعسة ازغار)
الطيبسان زغار هو دُوَّار يقع بجماعة أزغار، إقليم سيدي سليمان، جهة الرباط سلا القنيطرة في المملكة المغربية. ينتمي الدوّار لمشيخة النعاعسة ازغار التي تضم 11 دوار. يقدر عدد سكانه بـ 1359 نسمة حسب الإحصاء الرسمي للسكان والسكنى لسنة 2004.

## روابط خارجية
- البوابة الوطنية للجماعات الترابية
- المندوبية السامية للتخطيط